# Акицусима (бронепалубный крейсер)
«Акицусима» (秋津洲) — бронепалубный крейсер Японского Императорского флота. Участвовал в Японо-китайской войне, Русско-японской войне и Первой мировой войне.
Получил название в честь наименования Японии в древнем историко-мифологическом трактате Кодзики («Записи о деяниях древности»).

## Конструкция

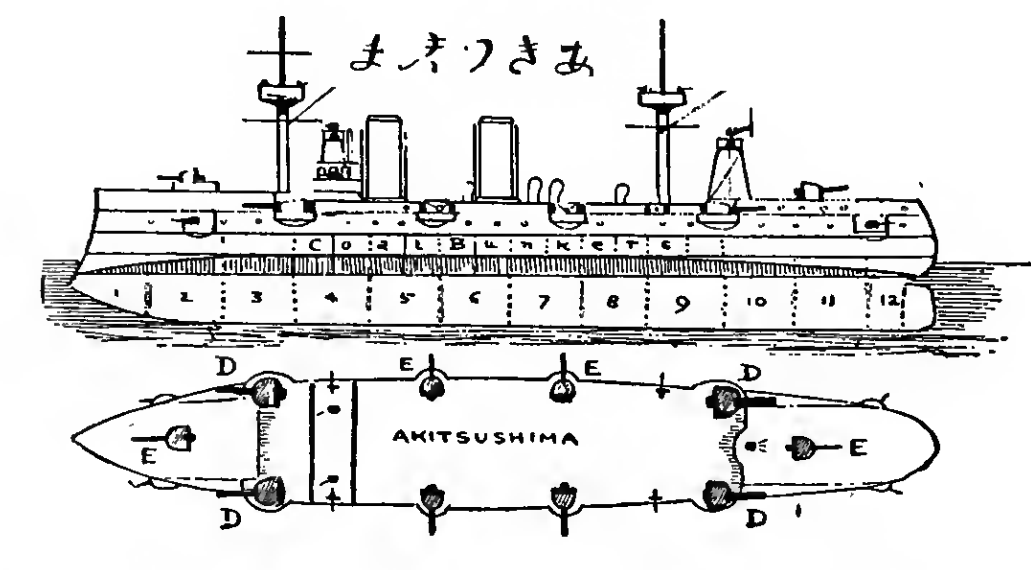
Схема крейсера «Акицусима» из справочника Jane’s 1904 года

Крейсер «Акицусима» заказан в рамках бюджета 1889 финансового года. Первоначально предполагалось построить как четвёртый крейсер типа «Мацусима». Однако сомнительная эффективность кораблей этого типа, а также противодействие «пробританского» военно-морского лобби привело к выбору в качестве прототипа американского крейсера «Балтимор», спроектированного конструктором британской компании «Армстронг» Уильямом Уайтом. Строительство корабля велось Морским Арсеналом в Йокосука, по импортным чертежам и из импортных материалов.
В целом корабль оценивался как неудачный, с плохой мореходностью, значительной бортовой качкой и ненадежной двигательной установкой.

### Корпус
Корпус крейсера стальной, с двойным дном, разделен водонепроницаемыми переборками.

### Бронирование
Жизненно-важные механизмы, котлы, машины и погреба боезапаса защищены карапасной броневой палубой по всей длине корабля толщиной в 25-мм, толщина брони на скосах — 76-мм. 152-мм орудия прикрыты 114-мм щитами. Вся броня «гарвеевского» типа.

### Артиллерийское вооружение

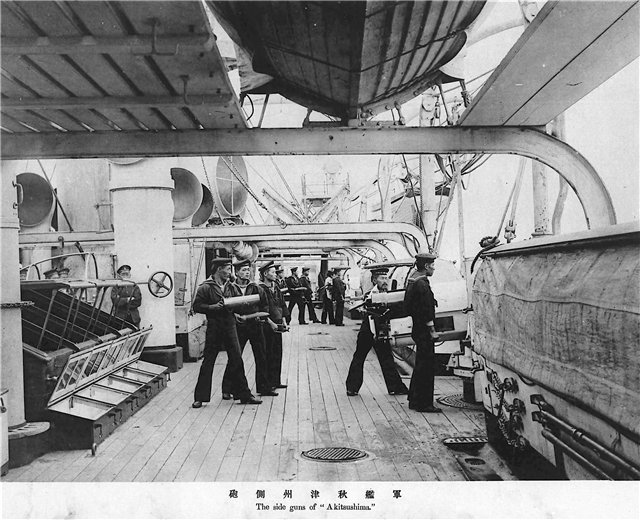
Тренировка артиллерийских расчетов крейсера «Акицусима»

Главный калибр крейсера — четыре 152-мм скорострельных орудия раздельного заряжания системы Армстронга с длинной ствола 40 калибров. Максимальная дальность стрельбы составляла до 9100 м, максимальная скорострельность 5-7 выстрелов в минуту. Орудия устанавливалось в спонсонах на верхней палубе, два в носу по обеим сторонам фок-мачты, два других — в корме позади грот-мачты.
Артиллерия среднего калибра состояла из шести 120-мм скорострельных орудий раздельного заряжания системы Армстронга с длинной ствола 40 калибров. Максимальная дальность стрельбы составляла до 9000 м, максимальная скорострельность до 12 выстрелов в минуту. Четыре орудия устанавливались в спонсонах на верхней палубе по две с каждого борта между фок-мачтой и грот-мачтой, ещё по одному орудию было установлено на полубаке и полуюте.
Десять 47-мм скорострельных пушек Гочкиса устанавливались: по две под полубаком и полуютом, по две на носовом и кормовом мостике и две на верхней палубе по одному с каждого борта у грот-мачты. Максимальная дальность стрельбы составляла до 6000 м, максимальная скорострельность до 20 выстрелов в минуту.
На марсах мачт крейсера были установлены по две четырёхствольных 1-дм (25,4-мм) картечницы Норденфельда.

### Минное вооружение
На «Акицусима» было установлено четыре 356-мм бортовых надводных торпедных аппарата.

### Силовая установка
Две паровые машины тройного расширения с вертикально установленными цилиндрами. Мощность машин 8400 л.с. Пар вырабатывали шесть цилиндрических котлов. Нормальный запас угля составлял 500 т, полный — 800 т.

## История службы

### Японо-китайская война
Ещё до официального начала боевых действий 25 июля 1894 года «Акицусима», под командованием будущего адмирала Х.Камимура, в составе «Летучего отряда» адмирала К. Цубоя принимал участие в бою с китайским крейсером «Цзи-Юань» и канонерской лодкой «Гуан-Ши» в Асанском заливе. В ходе боя «Акицусима» захватил деревянный китайский корабль «Цаоцзян», конвоировавший транспорт «Гаошен» с китайскими войсками на борту.
17 сентября 1894 года «Акицусима» принял участие в Сражении у реки Ялу. В крейсер попало несколько китайских снарядов, потери составили 5 убитых (в том числе один офицер) и 10 раненых. 

В дальнейшем, в составе «Летучего отряда», крейсер принимал участие в осаде Вэйхайвэя. В том числе, артиллерийским огнём поддерживал действия сухопутных войск по овладению фортов крепости. При отражении прорыва китайских миноносцев из крепости на крейсере получили ранения два матроса.
В 1895 году крейсер «Акицусима» участвовал в захвате Пескадорских островов и острова Тайвань, в том числе 13 октября 1895 года участвовал в бомбардировке фортов Такао.

### Межвоенный период
В марте 1898 года «Акицусима» был переклассифицирован в бронепалубный крейсер 3-го ранга. 

9 мая 1898 года, в ходе испано-американской войны, крейсер прибыл в качестве стационера в Манилу, для обеспечения защиты японцев, проживающих на Филиппинах. 

В 1900 году в ходе подавления восстания ихэтуаней «Акицусима» сопровождал транспорты с японскими войсками, перебрасываемыми в Китае. 

Не задолго до начала русско-японской войны для повышения остойчивости с крейсера сняли два 120-мм орудия.

### Русско-японская война
Перед началом русско-японской войны крейсер «Акицусима» вошёл в состав 6-го боевого отряда 3-й эскадры Соединённого флота, специально сформированного для наблюдения за Корейским проливом и действий против Владивостокского отряда крейсеров. С 6 февраля 1904 года крейсер в составе своего отряда приступил к сторожевой службе, базируясь в порту Такесики на острове Цусима.
18 февраля 1904 года крейсер, в составе своего отряда, по приказу начальника Морского генерального штаба адмирала Ито, прибыл в Шанхай для принуждения к разоружению или уничтожению канонерской лодки «Манчжур». 26 февраля 6-й боевой отряд убыл в Корейский пролив, а крейсер «Акицусима» был оставлен в Шанхае для наблюдения русским кораблем. 30 марта канонерская лодка «Манчжур» завершила разоружение и 31 марта «Акицусима» убыл в Корейский пролив, где присоединился к своему отряду и впоследствии принял участие в блокаде Порт-Артура. 

15 мая 1904 года «Акицусима» в составе своего отряда прикрывал отход броненосца «Ясима», подорвавшегося вместе с броненосцем «Хацусе» на минах, установленных возле Порт-Артура, минным заградителем «Амур». 

16 мая крейсер принимал участие в спасении экипажа канонерской лодки «Осима», протараненной в тумане канонерской лодкой «Акаги». 

С 7 по 11 июня в составе своего отряда крейсер «Акицусима» действовал в Бохайском (Печилийском) заливе поддерживая 2-ю японскую армию с моря.
23 июня «Акицусима» принимал участие в бою с русской эскадрой под Порт-Артуром.

25 июля в составе сборного отряда кораблей «Акицусима» вновь вышел в Бохайский (Печилийский) залив для оказания поддержки 3-й японской армии генерала Ноги, штурмующей Порт-Артур. 26 июля крейсер участвовал в перестрелке с русскими кораблями «Баян», «Аскольд» и «Новик». 

В ходе боя в Жёлтом море «Акицусима» в составе отряда пытался перехватить крейсер «Аскольд», однако догнать его не удалось. К исходу дня «Акицусима», из-за неисправности в машине, временно отделился от своего отряда, пытавшегося преследовать русские корабли. 

В последующем крейсер в составе 6-го боевого отряда продолжал участвовать в блокаде Порт-Артура.
27 мая 1905 года в Цусимском сражении крейсер «Акицусима» участвовал в бою с русскими крейсерами «Олег», «Аврора» и «Жемчуг». В ходе боя на крейсере «Акицусима» получили ранения два матроса. 

В июне 1905 года «Акицусима» в составе «Северной эскадры» принимал участие в обеспечении высадки первого эшелона японских войск на Сахалин.

### Между двух войн
В ноябре 1905 года «Акицусима» посетили с визитом командиры крейсеров Владивостокского отряда «Россия», «Громобой» и «Богатырь». Русскими офицерами было отмечено наличие на японском крейсере зарядного станка для тренировок экипажа в быстроте и автоматизме навыков заряжания орудий. На русских кораблях такие станки стали обязательной принадлежностью уже после войны.
В 1912 году «Акицусима» был переклассифицирован в корабль береговой обороны 2-го класса.
7 июля 1913 года в Порт-Артуре члены экипажа крейсера приняли участие в торжественных похоронах останков контр-адмирала Моласа М. П. и прахов ещё пяти офицеров, поднятых японцами в 1910—1913 годах с броненосца «Петропавловск». При этом матросы «Акицусима» и солдаты местных артиллерийских частей впряглись в артиллерийские лафеты, на которых были установлены гробы, довезя их от вокзала до кладбища в Порт-Артуре. При лафетах находились три офицера с крейсера.
В 1914 году для повышения остойчивости с корабля демонтировали все 47-мм пушки и два торпедных аппарата.

### Первая мировая война
С началом Первой мировой войны «Акицусима» в составе 4-й дивизии (крейсеров и канонерских лодок) 2-й эскадры Соединённого флота принял участие в осаде Циндао.

### Завершение службы
В 1921 году корабль вывели из боевого состава флота и сделали базой подводных лодок. 10 января 1927 года «Акицусима» была сдана на слом.

## Командиры корабля
- капитан 2-го ранга/капитан 1-го ранга (с 7 декабря 1894 года) Камимура Хиконодзё (Kamimura, Hikonojo) — с 8 июня 1894 года по 25 июля 1895 года[15].
- капитан 1-го ранга Уэмура Нагатака (Uemura, Nagataka) — с 25 июля 1895 года по 1 апреля 1896 года[16].
- капитан 1-го ранга Такаги Эйдзиро (Takagi, Eijiro) — с 1 апреля 1896 года по 5 июня 1896 года[17].
- капитан 1-го ранга Уриу Сотокити (Uryu, Sotokichi) — с 27 января по 1 июня 1897 года[17].
- капитан 1-го ранга Мукаяма Синкити (Mukaiyama, Shinkichi) — с 1 июня по 26 июня 1897 года[18].
- капитан 1-го ранга Иноуэ Ёситомо (Inoue, Yoshitomo) — с 26 июня 1897 года по 27 декабря 1897 года[17].
- капитан 1-го ранга Сайто Макото (Saito, Makoto) — с 27 декабря 1897 года по 1 октября 1898 года[19].
- капитан 2-го ранга/капитан 1-го ранга (с 29 сентября 1899 года) Тамари Тикатака (Tamari, Chikataka) — с 24 мая по 7 октября 1899 года[18].
- капитан 1-го ранга Фудзии Коити (Fujii, Koichi) — с 7 октября 1899 года по 20 мая 1900 года[20].
- капитан 1-го ранга Ивасаки Тацуто (Iwasaki, Tatsuto) — с 23 августа 1900 года по 23 января 1901 года[19].
- капитан 1-го ранга Уэхара Синдзиро (Uehara, Shinjiro) — с 23 января 1901 года по 1 апреля 1901 года[20].
- капитан 1-го ранга Като Садакити (Kato, Sadakichi) — с 12 апреля по 10 октября 1903 года[21].
- капитан 2-го ранга Ямая Танин (Yamaya, Tanin) — с 12 октября 1903 года по 7 января 1905 года[22].
- капитан 2-го ранга/капитан 1-го ранга (с 12 января 1905 года) Хиросэ Кацухико (Hirose, Katsuhiko) — с 7 января по 14 июня 1905 года[21].
- капитан 2-го ранга Нисияма Ясукити (Nishiyama, Yasukichi) — с 14 июня по 5 августа 1905 года[21].
- капитан 1-го ранга Усида Дзюсабуро (Ushida, Juzaburo) — с 5 августа 1905 года по 12 декабря 1905 года[22].
- капитан 1-го ранга Цутия Мицуканэ (Tsuchiya, Mitsukane) — с 10 мая 1906 года по 24 декабря 1906 года[22].
- капитан 1-го ранга Ёсими Кенкай (Yoshimi, Kenkai) — с 24 декабря 1906 года по 4 февраля 1907 года[22]
- капитан 1-го ранга Мано Ивадзиро (Mano, Iwajiro) — с 4 февраля 1907 года по 25 марта 1908 года[22]

## Галерея

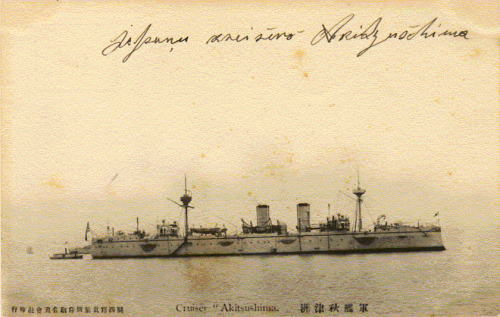
Крейсер «Акицусима» на почтовой открытке в 1905 году
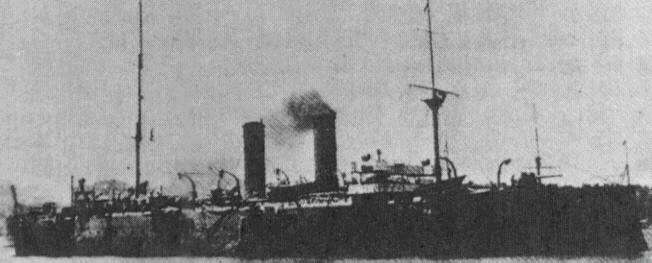
Крейсер «Акицусима»
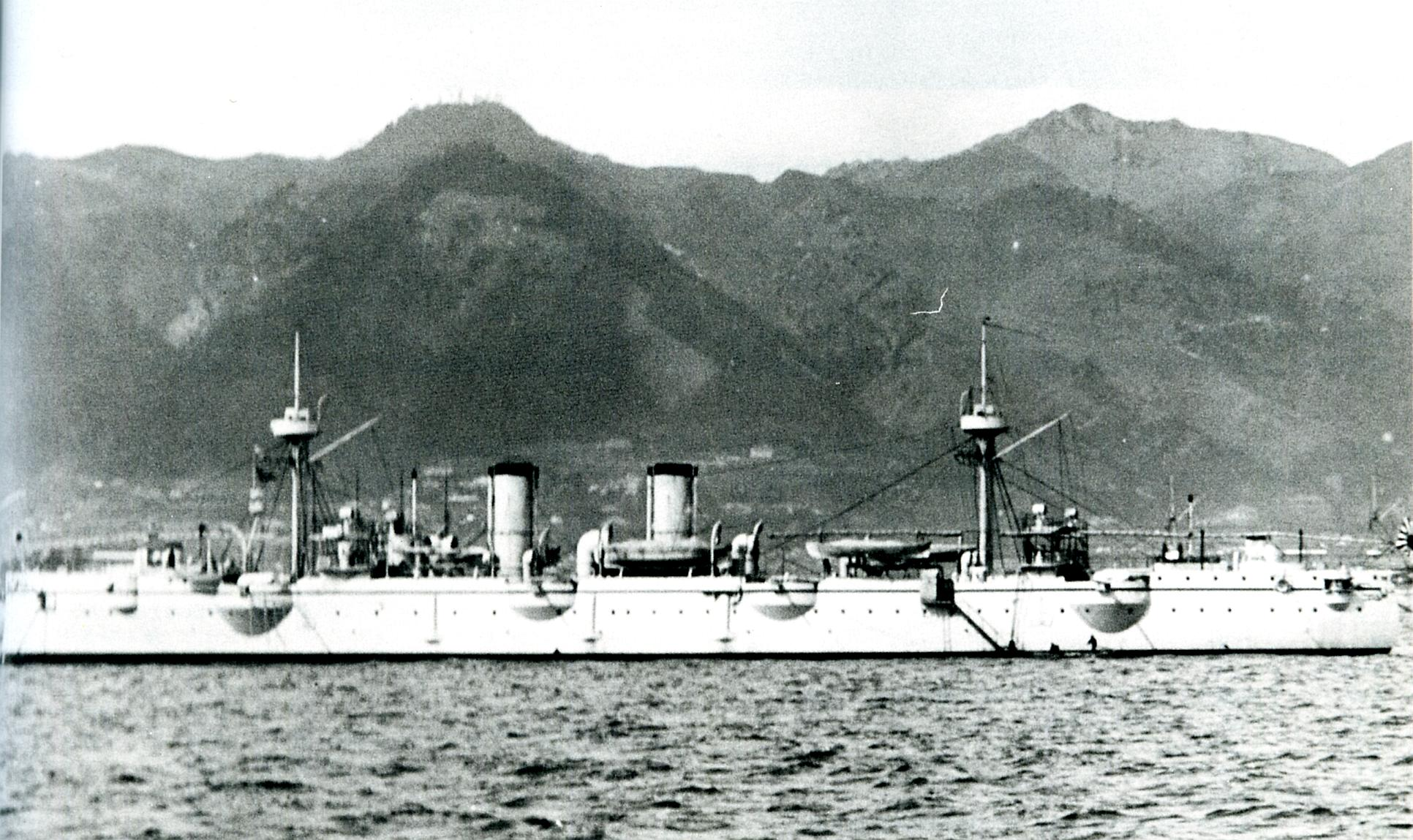
Крейсер «Акицусима» в 1897 году